# Широк алианс за национално единство
Широкият алианс за национално единство (на испански: Gran Alianza por la Unidad Nacional) е дясна консервативна политическа партия в Салвадор.
Организацията е основана през 2010 година, когато група привърженици на бившия президент Елиас Антонио Сака се отделя от водещата дясна партия Националистически републикански алианс. Макар че заема десни позиции, в парламента партията често подкрепя управляващата лява партия Фронт за национално освобождение „Фарабундо Марти“.
През март 2012 година Широкият алианс за национално единство остава трети на парламентарните избори, получавайки 10% от гласовете и 11 места в Законодателното събрание.